# آرت هيلهاوس
آرت هيلهاوس (بالإنجليزية: Art Hillhouse)‏ مواليد 12 يونيو 1916 - الوفاة 27 أكتوبر 1980، كان لاعب كرة سلة أمريكي. بدأ مسيرته الاحترافية في سنة 1943. حمل الرقم 18. بلغ طوله 6 قدم 7 بوصة (2.0 م). لعب مع غولدن ستايت ووريورز في الدوري الأمريكي لكرة السلة للمحترفين. اعتزل اللعب في 1949.

## روابط خارجية
- آرت هيلهاوس على موقع إن بي أي (الإنجليزية)
- آرت هيلهاوس على موقع سبورتس رفرنس (الإنجليزية)
- آرت هيلهاوس على موقع ريلجم (الإنجليزية)
- آرت هيلهاوس على موقع بروبوليرز (الإنجليزية)